# Robleda-Cervantes
Robleda-Cervantes – gmina w Hiszpanii, w prowincji Zamora, w Kastylii i León, o powierzchni 32,47 km². W 2011 roku gmina liczyła 482 mieszkańców.